# К-19
К-19 — атомная подводная лодка проекта 658 с баллистическими ракетами, первый советский атомный ракетоносец. Из-за большого числа аварий получила прозвище «Хиросима».

## История строительства
Закладка состоялась 17 октября 1958 года. Спущена на воду 11 октября 1959 года. 12 июля 1960 года поднят Военно-Морской флаг, на следующий день начаты ходовые испытания. 12 ноября 1960 года Государственной комиссией подписан приёмный акт о завершении государственных испытаний, в этот день лодка вступила в строй. Первым командиром подводной лодки назначен Н. В. Затеев. При спуске лодки на воду бутылка шампанского не разбилась, что было отмечено как дурной знак суеверными моряками.

## Первый боевой поход и авария реактора 4 июля 1961 года
4 июля 1961 года при возвращении на базу после участия в учениях «Полярный круг» в 70 милях от норвежского острова Ян-Майен произошла авария реактора, работающего на парогенератор правого борта. В 4:15 при ходе в подводном положении и работе обоих реакторов на мощности 35 % вахтенный командир группы дистанционного управления реакторами обнаружил по контрольно-измерительным приборам падение давления и уровня в первом контуре охлаждения кормового реактора. Как выяснилось впоследствии, повреждение произошло ещё на испытаниях, когда давление в контуре было сильно превышено, что было тогда оставлено без должного внимания. Тем самым авария была запрограммирована. Была сброшена аварийная защита реактора. В 4:22 ПЛ всплыла в надводное положение и продолжала движение при работе реактора и линии вала левого борта. Через 30—40 минут после начала аварии появилась и быстро начала расти гамма-активность. Появившуюся газовую и аэрозольную активность удалось несколько снизить вентиляцией реакторного отсека. В 7:00 была предпринята попытка аварийной проливки реактора через магистраль воздухоудаления, однако сразу же после пуска насоса шланг был сорван. Очередная попытка создания циркуляции по 1 контуру с помощью главного циркуляционного насоса привела к выходу его из строя. В 8:45 после приварки героическими усилиями аварийной партией трубопровода к воздушнику вновь была собрана нештатная аварийная схема проливки реактора. В результате подачи через нештатную систему холодной воды в реактор произошло разрушение активной зоны и резко возросло гамма-излучение. В результате разгерметизации реактора и ошибочно проводимых работ, а также удаления воды из реакторного отсека трюмным насосом 10 отсека, радиационная обстановка на ПЛ резко ухудшилась, загрязнение распространилось по всему кораблю. После подхода на помощь дизельных лодок командиром Затеевым было принято решение об эвакуации экипажа.
Через сутки после начала аварии, 5 июля, в 4:00, весь личный состав был снят на дизельную подлодку С-270, а затем и на С-159, но позже передан на подошедшие эсминцы. На случай появления иностранных кораблей К-19 была подготовлена к затоплению.
К-19 была отбуксирована в базу. В результате сильного облучения с 10 по 25 июля 1961 года скончались восемь человек, а через девять лет, 1 августа 1970 года, от последствий облучения умер командир БЧ-5 капитан 3 ранга Анатолий Козырев.
Члены экипажа К-19, погибшие в результате аварии 1961 года
| Имя                                        | Звание и должность                                   | Доза облучения         | Дата смерти                                 | Примечание                                          |
| ------------------------------------------ | ---------------------------------------------------- | ---------------------- | ------------------------------------------- | --------------------------------------------------- |
| Борис Александрович Корчилов р. 17.11.1937 | лейтенант, командир группы дистанционного управления | 54 Зв = 5400 бэр       | 10 июля 1961                                | похоронен на Красненьком кладбище в Ленинграде      |
| Борис Рыжиков                              | главный старшина                                     | ~7 Зв = 720 рентген    | 25 июля 1961                                | похоронен на Зеленогорском кладбище под Ленинградом |
| Юрий Викторович Ордочкин р. 23.05.1938     | старшина 1-й статьи                                  | 30 Зв = около 3000 бэр | 10 июля 1961                                | похоронен в Москве на Кузьминском кладбище          |
| Евгений Фёдорович Кашенков р. 28.07.1937   | старшина 2-й статьи                                  | ~8.5 Зв = 845 рентген  | 10 июля 1961                                | похоронен в Москве на Кузьминском кладбище          |
| Семён Васильевич Пеньков р. 05.10.1940     | матрос                                               | ~9 Зв = 890 рентген    | 15 июля 1961 (дата, указанная на памятнике) | похоронен в Москве на Кузьминском кладбище          |
| Николай Алексеевич Савкин р. 08.03.1939    | матрос                                               | ~9 Зв = 930 рентген    | 12 июля 1961 (дата, указанная на памятнике) | похоронен в Москве на Кузьминском кладбище          |
| Валерий Константинович Харитонов           | матрос                                               | ~9 Зв = 935 рентген    | 13 июля 1961 (дата, указанная на памятнике) | похоронен в Москве на Кузьминском кладбище          |
| Юрий Николаевич Повстьев р. 06.06.1930     | капитан-лейтенант, командир дивизиона движения       | ~6 Зв = 629 рентген    | 20 июля 1961                                | похоронен на Красненьком кладбище в Ленинграде      |

Остальные члены экипажа также получили дозы облучения, во много раз превышающие допустимые, и проходили лечение от лучевой болезни в течение последующего года. Лечение включало в себя пересадку костного мозга с последующим полным переливанием крови. Эта методика была предложена профессором З. Волынским и спасла в том числе получивших смертельные дозы облучения капитан-лейтенанта Михаила Красичкова, матроса Старкова, матроса Козырева, старшину 2-й статьи Ивана Кулакова и капитана 3-го ранга Владимира Енина. У выживших членов экипажа у 4 была диагностирована лучевая болезнь тяжелой степени, у 4 — средней степени и у 122 — лёгкой степени тяжести. Позднее по итогам медосвидетельствования 4 члена экипажа были признаны негодными к военной службе, 3 — не годными к военной службе в мирное время, 37 — годными к службе на кораблях и 86 годными к строевой службе на берегу.
В целях секретности официальный диагноз был указан в личных документах больных не «лучевая болезнь», а «астено-вегетативный синдром» (при этом в номере выдаваемой больничной карты кодировалась полученная доза облучения), относящийся к неврологическим заболеваниям, в связи с чем подводники впоследствии имели сложности при приёме на работу.
Инцидент и его последствия были сразу же засекречены и оставались совершенно секретными свыше тридцати лет вплоть до распада СССР в 1990-е годы, после которого в прессе стали появляться публикации об аварии, погибших и судьбе выживших, в частности, в 1994 году в «Лос-Анджелес таймс» вышел материал, содержавший откровения очевидца произошедшего, согласно которым смертельно облучённые подводники просили сослуживцев добить их, чтобы облегчить страдания.

## Дальнейшая история службы
Позднее АПЛ дезактивировали, после чего ПЛ была отбуксирована в Северодвинск в середине декабря. По решению Совета Министров от 30.01.1962 была принята на Севмашпредприятие на восстановительный ремонт с заменой реакторного отсека. В ходе ремонта К-19 также модернизировали по проекту 658М, сменив комплекс Д-2 на Д-4 с ракетами подводного старта Р-21. 15 октября 1963 года спущена на воду после ремонта и модернизации, 14 декабря вышла на государственные испытания и осуществила подводный пуск ракеты Р-21. В последующие годы совершила ряд боевых дежурств с выполнением ракетных и торпедных стрельб, неоднократно с оценкой «отлично».

### Столкновение с USS Gato 15 ноября 1969 года
Столкновение с американской подлодкой USS Gato произошло 15 ноября 1969 года в Баренцевом море в результате манёвра К-19, которая увеличивала глубину с 60 до 90 метров. Получив значительные повреждения носовой части, лодка всё же смогла самостоятельно вернуться на базу в надводном положении. USS Gato практически не получила повреждений и продолжила своё патрулирование.

### Пожар 24 февраля 1972 года
В 10:23 раздался сигнал аварийной тревоги, это была вторая или третья тревога за время похода.
За несколько дней до этого в девятом отсеке лопнул трубопровод системы рулевого управления. 24 февраля масло просочилось на нижний уровень отсека и воспламенилось от раскалённого электроприбора для дожига угарного газа. В результате пожара лопнула магистраль воздуха высокого давления, и в отсек стал поступать кислород.
Через систему вентиляции левого борта пожар перекинулся в соседний носовой отсек к пульту управления главной энергетической установки (ГЭУ). Командир дивизиона движения, капитан-лейтенант Виктор Милованов и старший лейтенант Сергей Ярчук остались в отсеке. Необходимо было срочно заглушить обе ГЭУ.
Ярчук начал задыхаться, сорвал маску дыхательного аппарата и погиб. Капитан-лейтенант Виктор Милованов заканчивал работу в одиночку.
Кормовые отсеки лодки были так загазованы, что, пробираясь по ним, Милованов потерял сознание, и его вытащил в центральный отсек матрос-турбинист.
В седьмом отсеке мичман Александр Новичков принялся помогать растерявшимся матросам надеть противогазы, выводил задыхающихся из отсека. Спасая других, он погиб.
В то утро в десятом отсеке спали двенадцать человек: два офицера — капитан-лейтенанты Борис Александрович Поляков и Владимир Иванович Давыдов, три мичмана — рулевой-сигнальщик Владимир Иванович Киндин, Иван Петрович Храмцов и Иван Иванович Мостовой, и семь матросов — Валерий Андреевич Саранин, Николай Геннадиевич Кирилов, Василий Петрович Михайленко, Владимир Петрович Троицкий, Вячеслав Анатольевич Дёмин, Валерий Николаевич Борщёв и Владимир Дмитриевич Столяров.
Когда прозвучал сигнал тревоги, Б. А. Поляков, как старший по званию, принял командование и приказал задраить отсек, изолировав его от остальной части лодки.
Только к вечеру удалось связаться по аварийному телефону с командиром первого отсека Завариным, который сообщил, что выход через девятый отсек невозможен из-за пожара и загазованности. Для обеспечения заблокированных в десятом отсеке воздухом через трубопровод для дифферентовки лодки, по которому обычно подаётся вода, стали подавать воздух, а по системе питьевой воды и кингстон глубиномера снималось избыточное давление и удалялся углекислый газ.
Первое судно — сухогруз «Ангарлес» — подошло к терпящей бедствие лодке через двое суток. Позже подошли крейсер «Александр Невский» с резервным экипажем для лодки и командным пунктом из специалистов управлений флота во главе с вице-адмиралом Л. Г. Гаркушей.
Но спасательные работы осложнялись штормом. За три недели буксировки на базу со спасательного буксира «СБ-38» восемь раз заводили концы питания к электрощиту подводной лодки и семь раз их обрывал шторм.
Несмотря на непогоду, вертолётчики Крайнов, Сёмкин и Молодкин с большого противолодочного корабля «Вице-адмирал Дрозд» эвакуировали с «К-19» около сорока человек. Остальных передали на спасательный буксир «СБ-38».
Командир «К-19» В. Кулибаба не покидал корабль до прибытия на базу, по результатам проведённого расследования его действия были признаны правильными. Кулибаба был награждён орденом Красного Знамени, капитан-лейтенант Б. А. Поляков награждён орденом Красной Звезды.
Авария на борту «К-19» стоила жизни тридцати морякам. 28 человек погибло во время пожара на лодке, один матрос был смыт волной при переходе на крейсере «Александр Невский», и один офицер, капитан 2 ранга Ткачёв, получил смертельную травму во время шторма на плавбазе «Магомет Гаджиев».
Члены экипажа К-19, погибшие в результате аварии 24 февраля 1972 года
| Имя                | Звание и должность  | Имя              | Звание и должность  | Имя              | Звание и должность  |
| ------------------ | ------------------- | ---------------- | ------------------- | ---------------- | ------------------- |
| Алексеев А. П.     | старшина 1-й ст.    | Бабич А. Н.      | матрос              | Борисов Ф. К.    | мичман              |
| Васильев А. П.     | главный старшина    | Волошин Х. А.    | старший матрос      | Галкин Н. И.     | старшина 2-й статьи |
| Глушаков П. И.     | старшина 2-й статьи | Гринько В. В.    | матрос              | Губарев В. Ф.    | старший матрос      |
| Ефимов Н. А.       | матрос              | Захаров А. Н.    | старший матрос      | Кильдюшкин В. А. | старший матрос      |
| Кондратенков М. И. | матрос              | Марач К. П.      | старшина 2-й статьи | Мисько И. П.     | матрос              |
| Мосолов В. Е.      | старшина 1-й статьи | Муслимов Р. Ю.   | старший матрос      | Николаенко В. Г. | мичман              |
| Новичков А. И.     | мичман              | Овчинников В. А. | матрос              | Расюк В. В.      | старший матрос      |
| Сербин И. А.       | старший матрос      | Сидоров Л. Н.    | старший матрос      | Ситников С. А.   | матрос              |
| Хрычиков В. В.     | лейтенант           | Худяков Б. Е.    | матрос              | Цыганков Л. Г.   | капитан 3-го ранга  |
| Шевчик М. В.       | матрос              | Ярчук С. Г.      | старший лейтенант   |                  |                     |

### Окончание службы
В 1979 году К-19 была признана утратившей значение как крейсер-ракетоносец, переоборудована в лодку связи по проекту 658С и переименована в КС-19. 19 апреля 1990 года лодка была выведена из боевого состава ВМФ СССР в резерв, уже после этого переименована в БС-19 (1992). Несмотря на все старания ветеранов-подводников, пытавшихся сохранить первый атомный подводный ракетный крейсер, в 2003 была отправлена на утилизацию на завод «Нерпа».
Всего с момента постройки «К-19» прошла 332 396 миль за 20 223 ходовых часа. Выполнила 6 боевых служб общей длительностью 310 суток, осуществила пуск 22 баллистических ракет, провела 60 торпедных стрельб.
2 сентября 2021 года было сообщено об обнаружении контейнера с атомным реактором подводной лодки К-19 на месте захоронения радиоактивных отходов в заливе Амбросиева в Карском море.

## Память
Несмотря на многочисленные просьбы о превращении лодки в музей, в 2003 году она была отправлена на утилизацию на завод «Нерпа» в Снежногорске (Мурманская обл.). На 2021 г. ожидает утилизацию. Рубка была отремонтирована и после этого вместе с ограждением осталась стоять возле автостоянки, напротив проходной завода. Долгое время она продолжала находиться там, пока её не выкупил бизнесмен Владимир Романов, в своё время служивший на лодке старшим матросом. Он установил рубку на берегу Пяловского водохранилища в Московской области близ деревни Никульское (56°01′31″ с. ш. 37°40′27″ в. д.) и обустроил мемориал, который служит памятником погибшим и местом встречи выживших бывших подводников К-19.
На Кузьминском кладбище в Москве на могилах пятерых подводников, погибших в результате аварии 1961 года, был открыт мемориал.
Информация о трагедии долгое время оставалась секретной и получила освещение лишь в 1996 году, когда вышла статья о подводниках, не допустивших ядерную катастрофу. Эту статью прочитал генеральный директор Мосэнерго, Нестор Иванович Серебряников, и посетил Кузьминское кладбище, где были захоронены шесть членов экипажа подводной лодки. По словам ветерана первого экипажа АПЛ К-19 Виктора Дмитриевича Стрельца, могилы находились в запущенном состоянии. Нестор Иванович выступил с предложением установить памятник морякам-подводникам. У каждого работника энергосистемы была возможность внести вклад в создание памятника: был организован сбор средств, и захоронения были приведены в порядок.
Авторы монумента — скульптор Алексей Постол и архитектор Михаил Панкратов. С их участием была создана рабочая группа для постройки памятника, которая регулярно встречалась для контроля за сроками поставки материалов (памятник было решено изготовить из гранита, кованой меди, стали и чугуна), составления деталей памятника, а также строительно-монтажных работ.
Из предварительных эскизов памятника был выбран следующий: силуэт подводной лодки, объединяющий шесть (впоследствии — восемь) каменных надгробий. Центральную часть лодки представляет высокая рубка с двумя барельефами моряков, один из которых приваривает трубки к крышке реактора, а другой держит атомное ядро с электронами. По замыслу скульптора, черты лица второго моряка-подводника напоминают командира подводной лодки — капитана 1-го ранга Николая Владимировича Затеева, который неоднократно консультировал рабочую группу во время строительства монумента, но умер в 1998 году после долгой болезни и был похоронен тут же, рядом со своими моряками.
Скульптору и архитектору также хотелось передать феномен радиации. Для этого понадобилась помощь учёных из МГУ, предоставивших компьютерную развёрстку атомного поля. Её скульпторы использовали как фон, заполняющий рубку, над которой возвышается крест.

Поверх силуэта лодки была выгравирована надпись: 
«Героям-подводникам первой ракетной атомной лодки К-19, первопроходцам подводного ядерного флота России».
4 июля 1998 года на Кузьминском кладбище состоялось торжественное открытие памятника морякам-подводникам.
С года открытия памятника на Кузьминском кладбище 4 июля проходит ежегодный траурный митинг. В нём принимают участие ветераны энергетической отрасли, моряки-подводники и их родственники и кадеты морского класса ярославской школы № 50, которая носит имя её выпускника Валерия Харитонова, одного из членов экипажа К-19. Со временем к могилам некоторых подводников добавились могилы их вдов.
В 2006 году экс-президент СССР Михаил Горбачёв воспользовался своим правом нобелевского лауреата и номинировал экипаж К-19 на соискание Нобелевской премии мира.

## Список инцидентов, аварий и катастроф на К-19
- По причине несчастных случаев несколько человек погибло в 1959 г. ещё до спуска подлодки на воду, а именно:

- при окраске трюмов вспыхнул пожар, два человека погибли;
- после возобновления покрасочных работ задохнулась женщина-маляр.

- В 1961 году при погрузке ракет в шахты один матрос был придавлен крышкой шахты и погиб.
- 12 апреля 1961 года лодка чудом избежала столкновения с АПЛ USS «Nautilus», но из-за резкого манёвра увеличения глубины погружения при этом врезалась в дно. Значительных повреждений не было[18].
- 4 июля 1961 года — авария кормового реактора: падение давления в первом контуре в результате разрыва в первом контуре импульсной трубки между напорной линией и датчиками[6]. В результате приборы показали нулевое давление, хотя полного разрыва не было. Устранение аварии впоследствии стоило жизни 8 человек, все остальные члены экипажа получили высокие дозы облучения.
- 15 ноября 1969 года — столкновение в подводном положении с подводной лодкой ВМС США USS «Gato» при манёвре изменения глубины с 60 до 90 метров.
- 24 февраля 1972 года — пожар в 8 и 9 отсеках. Отбуксирована на базу. Погибло 28 человек на лодке и 2 спасателя. 12 матросов пробыли в заточении в 10-м кормовом отсеке 23 дня без света, пищи и со скудными запасами воды, получая из центрального поста только воздух.
- 15 августа 1982 года — при ремонте в аккумуляторном отсеке возникла электрическая дуга. Обожжены несколько человек, один из них 20 августа скончался в госпитале.

## Экипаж

### Командиры
1. Н. В. Затеев (1957—1961)
2. В. А. Ваганов (1961 — сентябрь 1965)
3. Э. А. Ковалёв (сентябрь 1965—1967)
4. Ю. Ф. Бекетов (1967—1969)
5. (поход 1969 года, в котором лодка столкнулась с SSN-615 «Gato» осуществлял 345-й сменный экипаж под командованием кап. 2р. Шабанова В. А.)
6. В. М. Тяпкин (1969—1970)
7. Ю. С. Пивнев (26 октября 1970 — сентябрь 1973)
8. (в печально известный поход 1972 года также ходил 345-й сменный экипаж под командованием кап. 1р. Кулибабы В. П. А вышла в него лодка ещё в декабре 1971.)
9. Г. А. Никитин (сентябрь 1973—1974)
10. В. Ф. Мусатов (3 июня 1974—1977)
11. Н. С. Елисеев (28 мая 1977 — 4 ноября 1978)
12. В. А. Дмитров (30 октября 1978—1987)
13. О. Е. Адамов (15 августа 1987 — 22 сентября 1997)
14. А. А. Горюнов (24 февраля 1998—2001) командир экипажа
15. И. С. Панасюк (2001—2003) командир экипажа.

## В культуре
- История аварии 4 июля 1961 года на советском атомном подводном ракетоносце К-19 легла в основу фильма «К-19» (США, 2002).